# Свети Теодор Тирон (Пиперово)
„Свети Теодор Тирон“ (на македонска литературна норма: „Свети Теодор Тирон“) е възрожденска православна църква в щипското село Пиперово, източната част на Република Македония. Част е от Брегалнишката епархия на Македонската православна църква – Охридска архиепископия.
Църквата е изградена в XIX век. В 1912 година е обновена и изписана от неизвестен автор. Иконите на иконостаса са от 1863 година, също така от неизвестен автор.
- Поглед към црквата от предната страна
- Страничен поглед към църквата
- Иконостасът в църквата